# Фулфілмент

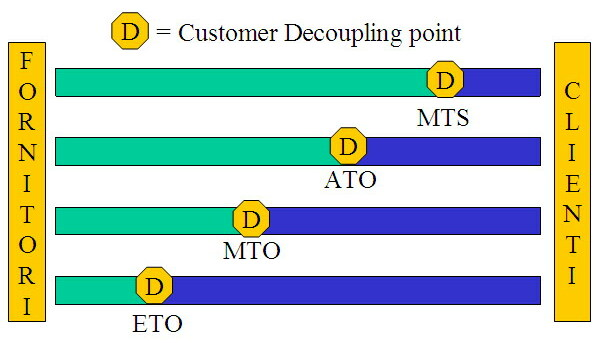
Синя лінія — термін виконання замовлення, синя і зелена разом — час створення товару. «D» — точка прив'язки замовлення клієнта (ТПЗК)

Фулфі́лмент (ам. англ. order fulfillment, брит. англ. order fulfilment, — «виконання замовлення») — у широкому значенні позначення комплексу операцій, починаючи від запиту місцем збуту до доставки товару до кінцевого споживача. Іноді вживається у вужчому значенні: операція з дистрибуції (постачальної логістики).

## Класифікація
Перші дослідження щодо стратегії виконання замовлень були розпочаті нідерландським спеціалістом з інформатики Гансом Вортманном. Надалі вони були розвинуті Гелом Мейтером у його міркуванні про відношення двох параметрів — P:D. Обидва параметри пов'язані з таким поняттям, як «час виконання» (lead-time): величина P визначається як реальний час виконання (the production lead-time) замовлення, а D — бажаний час виконання (the demand lead-time). Його можна розглядати по-різному:
1. Час виконання (очікування замовлення), встановлений компанією для споживача, бажаний продавцем;
2. Час виконання, бажаний споживачем;
3. Час виконання, заснований на конкуренції з іншими компаніями.

Виходячи зі значень P і D, компанія має кілька основних можливостей стратегії фулфілменту:
- Спроектуй-на-замовлення[en] (англ. Engineer-to-Order (ETO)) — при D>>P. Товар розробляється і виробляється відповідно вимог, що ставить замовник. Така стратегія звичайна для великих будівельних проектів і товарів, що виробляють у єдиному екземплярі (наприклад, болідів Formula 1);
- Зроби-на-замовлення (англ. Build-to-Order (BTO), Make-to-Order (MTO)) — при D > P. У цьому разі замовлення виконують за типовим проектом, але кінцеве виконання товару залежить від вимог замовника. Ця стратегія типова для виробництва автомобілів високого класу й літаків;
- Склади-на-замовлення (англ. Assemble-to-Order (ATO), Assemble-to-request) — при D<P. Товар складають з готових деталей, що наявні на складі, згідно з вимогами замовника. Така стратегія можлива у разі розбірної, модульної конструкції виробів, конфігурацію яких можна варіювати. Типовий приклад подібної організації фулфілменту — виконання замовлень американським виробником комп'ютерної техніки Dell.
- Зроби-на-схов[en] (англ. Make-to-Stock (MTS), Build-to-Forecast (BTF), Build-to-stock (BTS)) — при (D=0). Товар виробляється на основі прогнозу ринку, і доставляється споживачу зі сховищ (складів). Стратегія звичайна для роздрібної торгівлі (зокрема, продуктів харчування).
- Цифрова копія[en] (англ. Digital Copy (DC)) — при D=0 і P=0. Застосовується у галузі цифрових продуктів[en] (зображень, текстів)[3]. Замовлення виконується одразу.

## Операції
У фулфілменті можна виділити такі операції:
- Запит про товар (Product Inquiry) — початкове вивчання пропозицій
- Визначення можливостей (Sales Quote)
- Розроблення замовлення (Order Configuration)
- Розміщення замовлення (Order Booking) — виставлення замовником замовлення на закупівлю
- Прийняття замовлення/Підтвердження (Order Acknowledgment/Confirmation)
- Виписування рахунка-фактури (Invoicing/Billing)
- Підбирання джерел виконання[en] («сорсинг»)/Планування (Order Sourcing / Planning)
- Внесення змін до замовлення (за потребою) (Order Changes)
- Приготування замовлення (Order Processing) — сховище або дистрибуторський центр[en] добирають, пакують і відправляють товар
- Відвантаження (Shipment) — повантажування і перевезення товару
- Доставлення (Delivery) — отримання товару вантажоодержувачем/споживачем
- Розрахунок (Settlement) — оплата витрат на товар, доставку й обслуговування
- Повернення замовлення (Returns) — у разі, якщо замовлення не було прийняте/не затребуване[4]

При передачі в фулфілмент-центр, набір конкретних операцій фулфілменту може варіюватися. Тобто інтернет-магазин може передавати на аутсорсинг як усі бізнес-процеси, так і тільки якусь їх частину. Наприклад, покласти обробку повернень не на фулфілмент-центр, а на власних співробітників, або зберігати товари на власних площах.

## Стратегічне значення
Обрана стратегія фулфілменту визначає точку прив'язки замовлення клієнта (the decoupling point) до членів ланцюгу поставок. Вона є місцем у системі поставок, де зустрічаються «штовхальний» (ведений прогнозом збуту) і «тягальний» (ведений попитом, див. управління ланцюгом попиту) елементи ланцюга поставок. Точка є буфером, що амортизує невідповідності між прогнозом продажів і дійсним попитом (похибку прогнозу). Що характерно, чим вище співвідношення P: D, тим більше компанія залежить від точності прогнозів і наявності запасів. Гел Мейтер пропонує три способи, щоб розв'язати «дилему планування»:
1. Підвищенняе точності прогнозів;
2. Передбачення їхньої гнучкості;
3. Організація процесу розпізнавання похибок прогнозів і швидка корекція плану виробництва[2].

Росте необхідність пересувати точку розмежування відповідальності по ланцюгу поставок: з метою мінімізувати залежність від прогнозів ринку і максимізувати елементи ланцюгу, що мають зворотню реакцію (ведені попитом). Цим прагненням відповідає концепція «Якраз вчасно», впроваджена компанією Toyota.
Стратегія фулфілменту також застосовується до задач компанії швидкого реагування на зміни смаків, побажань споживачів («кастомізації»). Стратегії, що допомагають уникнути необхідності занадто розширювати асортимент, включають можливість модульного складання виробів (modularity), варіацію комплектації (option bundling), відстрочене остаточне складання (late configuration), стратегію «Зроби-на-замовлення» (ЗНЗ) — все, що прийнято звати стратегіями масової кастомізації.

## Фулфілмент в Україні
В Україні компанії, які надають послуги фулфілменту, можна умовно розділити на кілька груп:
1. Пункт поштового розсилання компанії. Займаються комплектацією, пакуванням замовлень, роботою з Укрпоштою. Треба враховувати, що складські роботи у таких компаній обмежуються обробкою листів, поліграфії, періодичних видань і, як правило, не стосуються товарів народного споживання;
2. Кур'єрські компанії, що займаються доставкою продукції, впроваджують електронну комерцію, вдосконалюють складські процеси;
3. 3PL оператори: займаються складською і транспортною роботою, користуються послугами оптимальних кур'єрських служб, але більше орієнтовані на «велику» В2В логістику;
4. Точки: завдяки виділенню послуги фулфілменту в окремий бізнес-напрямок, пропонують клієнтам повний цикл обслуговування товару/замовлення, в тому числі і з передачею фулфілменту будь-якій кур'єрській службі на вибір замовника.